# ژاک ویو (نویسنده)
ژاک ویو (فرانسوی: Jacques Viot‎؛ ۲۰ نوامبر ۱۸۹۸ – ۲۹ ژانویه ۱۹۷۳) نویسنده و فیلمنامه‌نویس اهل فرانسه بود.

## گزیده فیلم‌شناسی
- روزهای زیبا (۱۹۳۵)
- مردمی که سفر می‌کنند (۱۹۳۸)
- روز برمی‌آید (۱۹۳۹)
- کارمن (۱۹۴۲)
- اورفه سیاه (۱۹۵۹)

## کتابشناسی
- Crisp, Colin. French Cinema—A Critical Filmography: Volume 2, 1940–1958. Indiana University Press, 2015.
- Richardson, Michael. Surrealism and Cinema. Berg, 2006.